# Pebibyte
Pebibyte (PiB) är en informationsenhet som motsvarar 1 125 899 906 842 624 (250 = 10245) byte. Namnet kommer av det binära prefixet pebi (Pi) och byte (B). Enheten ingår inte i SI, men däremot i IEC.
Pebibyte är relaterat med enheten petabyte, som antingen definieras som en pebibyte eller en biljard byte. Pebibyte kan användas istället för petabyte när man avser 250 byte, för att undvika tvetydighet med de olika värdena av petabyte.